# Falsterita
La falsterita és un mineral de la classe dels fosfats. Rep el nom en honor d'Alexander U. Falster (19 de febrer de 1952, Wisconsin, EUA), tecnòleg analític i especialista en pegmatites de granit a la Universitat de Nova Orleans, Louisiana.

## Característiques
La falsterita és un fosfat de fórmula química Ca₂MgMn2+₂Fe2+₂Fe3+₂Zn₄(PO₄)₈(OH)₄(H₂O)14. Va ser aprovada com a espècie vàlida per l'Associació Mineralògica Internacional l'any 2011, sent publicada per primera vegada el 2012. Cristal·litza en el sistema monoclínic. La seva duresa a l'escala de Mohs és 2. És una espècie estretament relacionada amb la ferraioloïta.
Les mostres que van servir per a determinar l'espècie, el que es coneix com a material tipus, es troben conservades a les col·leccions mineralògiques del Museu d'Història Natural del Comtat de Los Angeles, a Los Angeles (Califòrnia) amb els números de catàleg: 63565, 63566, 63567 i 63568.

## Formació i jaciments
Va ser descoberta a la mina Palermo No. 1, situada a la localitat de Groton, al comtat de Grafton (Nou Hampshire, Estats Units). També ha estat descrita a la pedrera Estes, a la localitat de Baldwin, dins el comtat de Cumberland (Maine, Estats Units). Aquests dos indrets són els únics de tot el planeta on ha estat descrita aquesta espècie mineral.